# ريتشارد ألدينغتون
ريتشارد ألدينغتون (بالإنجليزية: Richard Aldington)‏ من مواليد (8 يوليو 1892 - 27 يوليو 1962)، حمل اسم إدوارد غودفري ألدينغتون عند ولادته هو كاتب وشاعر إنجليزي وكان من أنصار الحركة التصويرية. تزوج من الشاعرة هيلدا دوليتل (المعروفة باسم إتش. دي) من عام 1911 حتى 1938.
شملت مسيرة ألدينغتون المهنية والتي استمرت 50 عامًا على العمل في كتابة الشعر والروايات والنقد والسيرة الذاتية. وقد عمل بالتحرير لمجلات أدبية عديدة منها ذا إيغويست وكتب مقالات لمجلات أخرى مثل ذا تايمز ليتراري سابلمنت وفوغ وذا كريتيريان وبويتري. حصل بسبب كتابه السيرة الذاتية لويلينغتون (عام 1946) على جائزة جيمس تيت بلاك التذكارية. ضمت دائرة معارفه الكثير من الكُتَّاب والنقاد من بينهم ت. س. إليوت وديفيد هربرت لورانس وعزرا باوند وويليام بتلر ييتس ولورانس داريل وسي. بي. سنو. وقد أيّد إتش. دي باعتبارها الصوت الشعري الرئيسي للحركة التصويرية، ما ساعد في نقل عملها إلى المستوى العالمي.

## النشأة وزواجه
وُلِدَ ألدينغتون في بورتسموث وهو الابن الأكبر لأربعة أطفال. عمل والده كمحامي وكان كلا والديه مهتمان بالكتابة. احتوى البيت على مكتبة كبيرة تضمّ العديد من كتب الأدب الأوروبي والكلاسيكي. بالإضافة إلى القراءة، كانت اهتمامات ألدينغتون في ذلك الوقت، والتي استمر فيها طوال حياته اللاحقة، تشتمل على جمع الفراشات والتنزه سيرًا على الأقدام وتعلّم اللغات، إذ عمل على إتقان اللغة الفرنسية والإيطالية واللاتينية واليونانية القديمة. تلقى تعليمه في معهد سويتمان سيميناري للفتيان في خليج سانت مارغريت بالقرب من دوفر. توفي والده إثر إصابته بمشكلة في القلب في عمر 56 عامًا.
درس ألدينغتون في كلية دوفر في جامعة لندن. ولم يتمكن من إكمال دراسته بسبب الظروف المالية السيئة لعائلته نتيجة مضاربات والده الفاشلة وما تبعها من ديون. بدعم مالي بسيط من والديه، عمل ألدينغتون كصحفي رياضي، وبدأ بنشر قصائده الشعرية في الصحف البريطانية وانجذب نحو الأوساط الأدبية التي ضمّت العديد من الشعراء من بينهم: ويليام بتلر ييتس ووالتر دي لا ماري.
في عام 1911، التقى ألدينغتون مع بريجيت باتمور التي ارتبط معها بعلاقة عابرة. في ذلك الوقت، كان يًوصَف بأنه «شاب طويل وعريض المنكبين مع جبين مبسوط وشعر أشقر طويل وسميك وعيون زرقاء برّاقة وأنف صغير وفم عازم». من خلال علاقته بباتمور، التقى بشعراء أميركيين من بينهم عزرا باوند والشاعرة هيلدا دوليتل التي ارتبط بها لاحقًا. كانت علاقته من إتش.دي وطيدة للغاية وسافرا معًا عبر إيطاليا وفرنسا قُبيل الحرب مباشرة عام 1913. عند عودتهم إلى لندن في الصيف، انتقلوا إلى شقق منفصلة في تشرشوك في كينسينجتون غرب لندن إذ عاشت إتش.دي في الشقة رقم 6 وألديغتون في الشقة رقم 8 وباوند في الشقة رقم 10. عند مجيء باوند وعائلة دوليتل في الصيف التالي، تزوج ألديغتون وإتش.دي (1913-1938). وانتقلا إلى شقتهم الخاصة في هولاند بارك تشامبرز، على الرغم من مجيء باوند للسكن بالقرب منهما.
انغمس الشعراء في الذروة الأدبية قبل الحرب، حيث نوقشت السياسة والأفكار الجديدة بحماس وبشكل علني في مقاهي حيّ سوهو ومجالس المجتمع. وقد ربط الزوجان تصوراتهما بأشكال جديدة من الشعر والنسوية والفلسفة، التي انبثقت من أعقاب الأعراف الفيكتورية الرصينة. وكان الزوجان يغذيان بعضهما بشعور الزمالة إذ رفضا التسلسلات الهرمية وبدآ النظر إلى باوند باعتباره دخيلاً ومتطفلًا وليس مشعلًا أدبيًا.
التقى الزوجان بالشاعرة الأمريكية إيمي لويل وهي بدورها عرفتهما على الكاتب دي.إتش. لورانس عام 1914، الذي أصبح صديقًا مُقربًا ومعلمًا لكليهما.

## بداية مسيرته المهنية
ارتبط شعر ألدينغتون بمبادئ الحركة التصويرية مؤيّدًا لفكرة البيت الشعري الحُرّ الحاوي على صور واستعارات قاسية، ساعيًا بذلك للقضاء على النزعة الأخلاقية في العصر الفيكتوري. اعتُبرت الحركة التصويرية مفتاح الدخول إلى ما يُعرف بالحداثة الأدبية. صاغ عزرا باوند مصطلح التصويريون لإتش.دي وألدينغتون عام 1912. إذ يُشكّل شعر ألدينغتون حوالي ثلث المقتطفات الافتتاحية تحت عنوان دي إماجيستيس عام 1914. استوحت هذه الحركة مبادئها من الفن الياباني والكلاسيكي في أوروبا. شارك ألدينغتون الشاعر والناقد الأدبي تي.إي. هولم بتأييده فكرة أن تجربة طريقة الكتابة الشعرية اليابانية التقليدية (واكا) يمكن أن يفتح بابًا جديدًا أمام الأدب الطليعي في اللغة الإنجليزية.
بعث باوند ثلاثة من قصائد ألدينغتون إلى مجلة بويتري الخاصة بالشاعرة هارييت مونرو ونُشرت تلك القصائد في نوفمبر عام 1912. وقد لاحظت حينها بأن «السيد ريتشارد ألدينغتون شاعر إنجليزي شاب، وهو أحد أنصار «الحركة التصويرية»، وهم من الهلينييين الشغوفين بإجراء التجارب على البيت الشعري الحُرّ». اعتبرت مونرو قصيدة كوريكوس من أفضل أعماله قائلة: «إنها واحدة من أجمل القصائد التي تتحدث عن الموت، وهي قصيدة لها ثقل نوعي مُتكلّف ومدروس».
عرفَت إتش.دي بأنها حامل في أغسطس عام 1914، وفي عام 1915 انتقل ألدينغتون وإتش.دي. من منزلهما في هولاند بارك بالقرب من عزرا باوند إلى منطقة هامبستاد بالقرب من دي.إتش. لورانس وفريدا. بعيدًا عن صخب المدينة، شعر الزوجان بالراحة والهدوء مع توفر مساحات أكبر من المناظر الطبيعية الخضراء. وضعت إتش.دي مولودًا ميتًا الأمر الذي صدم كليهما ما أدّى إلى خلق حالة من الضغط؛ إذ كان يبلغ عمر إتش.دي آنذاك 28 وألدينغتون 22. تسبّب خبر اندلاع الحرب عام 1914 في حالة من الاضطراب بالنسبة لألدينغتون رغم عدم وجود أي خبر عن التجنيد أو الخدمة العسكرية. شعرت إتش.دي بأنها بعيدة عن كل ما يجري إذ لم يكن له صلة وثيقة بالمشهد الأوروبي العام آنذاك سواء من الناحية الجغرافية أو السياسية. كما فرض هذا الخلاف ضغوطًا ثقيلة على علاقتهما الزوجية. بالإكراه، حلم ألدينغتون بالهروب إلى أمريكا لإيجاد عمل. ثم ارتبط مع فلورانس فالاس، التي خسرت طفلهما أيضًا.
بين عامي 1914 و1916 عمل ألدينغتون كمحرر أدبي وكاتب مقالات في مجلة ذا إيغويست. وعمل أيضًا كمساعد محرر إلى جانب ليونارد كومبتون-ريكت ودورا مارسدن. وكان ألدينغتون على معرفة وثيقة بالكاتب والراسم ويندهام لويس الذي كان مهتمًا بقراءة جميع أعمال ألدينغتون المنشورة في المجلة. كما كان أيضًا من بين مساعدي الروائي فورد مادوكس فورد عام 1914 ثم قام بتدوين رواية لفورد تحت عنوان: الجندي الصالح: حكاية عن الحب والشغف.

## سنواته الأخيرة
عاش ألدينغتون في بلدة سوري أون فو في إقليم شير في فرنسا، منذ عام 1958. وكان آخر كتبه المميزة هو السيرة الذاتية للشاعر الحائز على جائزة نوبل، فردريك ميسترال (1956).
توفي ألدينغتون في بلدة سوري في 27 يوليو عام 1962 عقب فترة وجيزة من تكريمه في موسكو بمناسبة عيد ميلاده السبعين ونشر بعض من رواياته باللغة الروسية وبذلك أصبحت أعماله ذات شعبية كبيرة داخل الاتحاد السوفييتي. دُفِنَ ألدينغتون في المقبرة المحلية في سوري. تاركًا خلفه ابنة واحدة تدعى كاترين، وهي طفلة زوجته الثانية فلورانس؛ وقد توفيت عام 2010.

## الإرث الأدبي
في 11 نوفمبر عام 1985، كان ألدينغتون من بين شعراء الحرب الستة عشر الذين احتُفِلَ بذكراهم في ركن الشعراء في دير وستمنستر. تم اقتباس عبارة من عمل ويلفريد أوين مفادها: «أهم موضوع يشغلني الآن هو الحرب والرثاء. إذ يكمن هذا الرثاء في الشعر».

## أسلوبه في الكتابة
وصف الكاتب أليك وا ألدينغتون بأنه أصيب بالسخط بسبب الحرب. ولكنه قد عمل بلا كلل أو ملل في كتابة رواياته مثل رواية ذا كولونيل دوتر (عام 1931)، بدلًا من السماح لظروف الحرب بتعطيل حياته. يصف بوش عمله بأنه «مرارة خيبة الأمل». كانت رواياته تحتوي على صور واستعارات بسيطة لبعض أصدقائه من بينهم: إليوت ولورانس وباوند؛ كون الصداقة لا يمكنها أن تستمر مدى الحياة. يُميّز الكاتب ليندال غوردون صورة إليوت في مذكراته لايف فور لايف سايك عام 1941 بأنه كان «غير ودود» إذ كان يسخر من ييتس، ولكنهما حافظا على علاقة جيدة.
وصفته مجلة ذا تايمز عام 1962 بأنه «كان شابًا من الطبقة الكادحة والغاضبة قبل أن يصبح متحضّرًا، ولكن بقيت روح الشباب الغاضبة تسكنه حتى نهاية حياته».

## وصلات خارجية
- ريتشارد ألدينغتون على موقع IMDb (الإنجليزية)
- ريتشارد ألدينغتون على موقع الموسوعة البريطانية (الإنجليزية)
- ريتشارد ألدينغتون على موقع إن إن دي بي (الإنجليزية)
- ريتشارد ألدينغتون على موقع ديسكوغز (الإنجليزية)
- مؤلفات ريتشارد ألدينغتون في مشروع غوتنبرغ
- أعمال أو نبذة عن ريتشارد ألدينغتون على أرشيف الإنترنت
- أعمال ريتشارد ألدينغتون في ليبري فوكس